# Johann Heinrich Carl Bornhardt
Johann Heinrich Carl Bornhardt (* 18. März 1774 in Braunschweig; † 19. Juli 1843 ebenda) war ein deutscher Komponist, Pianist, Gitarrist und Musiklehrer.

## Leben
Johann Heinrich Carl (auch Karl) Bornhardt, der Jugendfreund des Schriftstellers Klingemann, arbeitete hauptberuflich als Registrator am Obersanitätskollegium. Daneben war er in Braunschweig als Musiklehrer tätig. Als Klavier- und Gitarrenvirtuose war er überregional bekannt. In Braunschweig führte er seine Werke in der 1790 gegründeten „Musikliebhaber-Gesellschaft“ auf. Bornhardt führte die Gitarre in Norddeutschland ein. Zu diesem Instrument schrieb er unter anderem eine 1802 als Anweisung, die Guitarre zu spielen erschienene, mehrfach neu aufgelegte Gitarren-Schule (1836 erschien die 5. Auflage).
Bornhardt betrieb von 1803 bis 1806 zusammen mit dem befreundeten Musiker Christoph Friedrich Görges eine Musikalienhandlung mit Verlag in Braunschweig.
Nach Bornhardt ist der Bornhardtweg in Braunschweig benannt.

## Werke
Er komponierte Lieder, Singspiele, Arrangements für Klavier oder andere Instrumente und Gitarre und vertonte die Lieder Theodors Körners („Leyer und Schwert“) und Werke der deutschen Klassik, darunter solche Goethes und insbesondere Schillers („Der Taucher“).

## Ausgaben
- Das Abentheuer des Pfarrers Schmolke und Schulmeisters Bakel / ein komisches Gedicht von Langbein zur Guitarre componirt von J. H. C. Bornhardt 55stes Werk. Braunschweig im musikalischen Magazine bei Joh. Pet. Spehr auf der Höhe [Stich-Nr. 894].